# Madeleine Ngono Mani

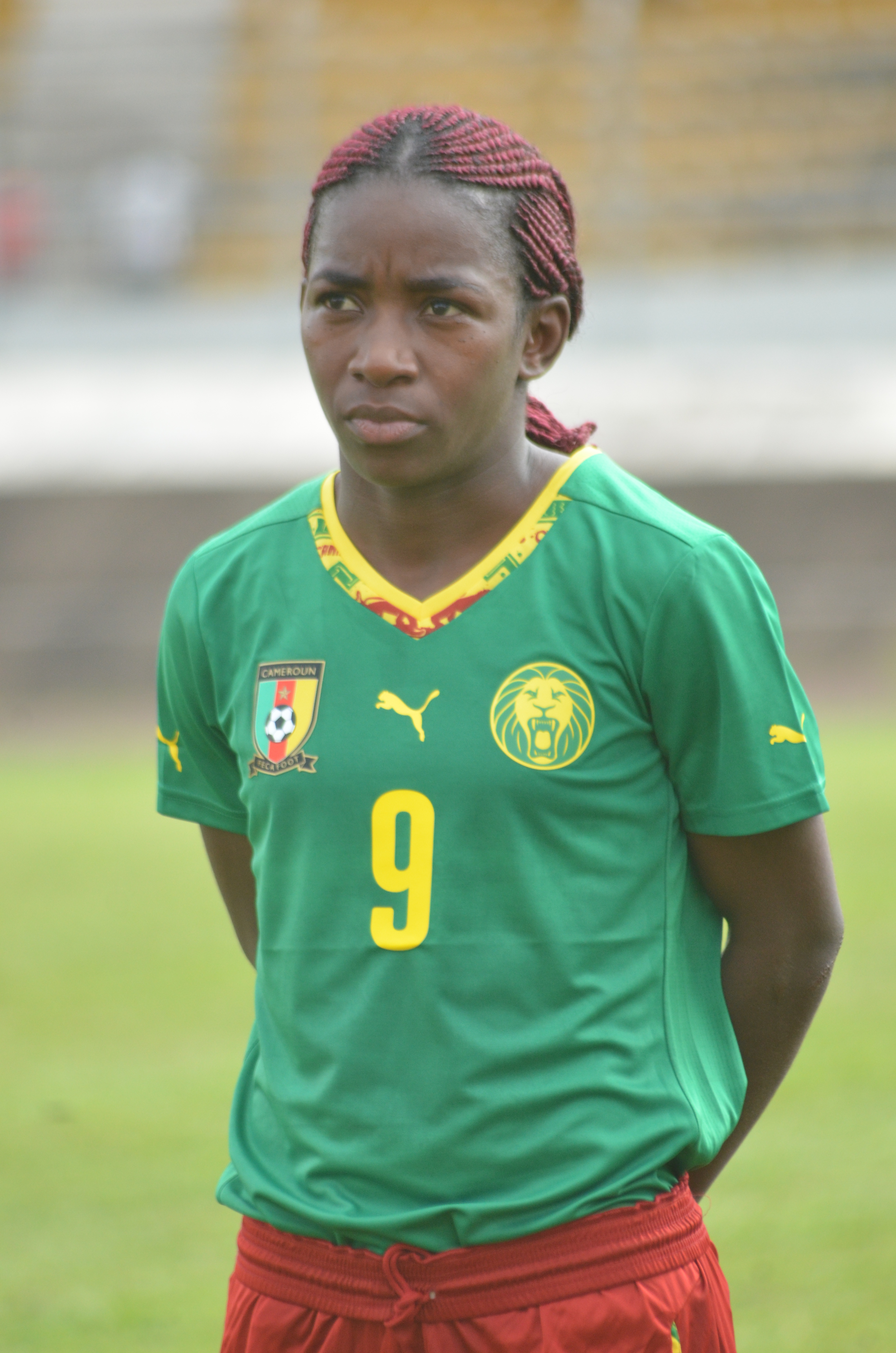
Madeleine Ngono Mani

Madeleine Ngono Mani, född den 16 oktober 1983, är en fotbollsspelare (anfallare) från Kamerun. Hon representerar klubben Claix Football Féminin som huserar i den franska andradivisionen. 
Hon var en del av Kameruns trupp i världsmästerskapet i Kanada år 2015. Med sitt mål mot Ecuador i den första gruppspelsmatchen blev hon historisk som landets första målskytt i ett VM någonsin. 